# Haven van Odessa
De Haven van Odessa is de grootste haven van Oekraïne en ligt aan de noordwestkust van de Zwarte Zee en ligt in de Golf van Odessa.

## Activiteiten
De haven van Odessa heeft een capaciteit van ruim 40 miljoen ton lading per jaar, waarvan 18 miljoen ton droge lading en 25 miljoen ton vloeibare lading. Naast olie en olieproducten worden er containers, graan en andere landbouwproducten en metalen verwerkt.
Het haventerrein heeft een oppervlakte van ruim 130 hectare en ligt grotendeels ingeklemd tussen de stad en de Zwarte Zee kust. Aan de zeekant liggen rijen golfbrekers om de invloed van de golven voor de schepen aan de kade te verminderen. De totale kadelengte is negen kilometer en schepen tot 100.000 ton, 300 meter lang en een maximale diepgang van 13 meter kunnen aan- en afmeren. De passagiersterminal ligt tegen de historische wijk van de stad. Het is de grootste in Oekraïne en kan jaarlijks maximaal vier miljoen passagiers ontvangen.

## Geschiedenis
Het huidige Odessa werd omstreeks 1240 gesticht. In de 14e eeuw werd op deze plek een Tataars fort gebouwd dat ook als handelspost werd gebruikt. In 1529 viel de haven van Odessa onder het Ottomaanse Rijk en medio 18e eeuw herbouwden de Ottomanen het fort en noemden het Yeni Dunya ("nieuwe wereld"). In 1789, tijdens de Russisch-Turkse Oorlog (1787-1792) veroverden Russische troepen het fort, drie jaar later werd het land hun toegewezen in het Verdrag van Jassy. In 1794 maakte de Russische Keizerlijke Marine er een thuishaven van. De haven bloeide op, er kwamen veel buitenlanders om handel te drijven.
Begin 19e eeuw profiteerde Odessa en de haven van de blokkade van de Oostzee havens door de Britse marine en de Franse handelsembargo’s onder Napoleon. De handel via Odessa kon gewoon doorgaan en katoen, landbouwproducten en thee kwamen via de haven Rusland binnen. Door goede relaties met de Turkse autoriteiten te onderhouden bleef de verbinding tussen de Zwarte Zee en de Middellandse Zee open voor het scheepvaartverkeer, zelfs tijdens de Russisch-Turkse Oorlog (1806-1812). De haven werd uitgebreid en de bevolking van Odessa steeg van zo'n 7500 mensen naar 35.000 in 1813. De val van Napoleon en het herstel van de handel via de Oostzee bracht weinig nadeel voor Odessa. In 1838 telde Odessa al 75.000 inwoners en zo’n twee-derde van de nationale graanexport ging via Odessa. In 1850 was de Zwarte Zee handel even groot als die van de Oostzee en Odessa was na Sint-Petersburg de grootste Russische haven.
De Krimoorlog (1853-1856) leidde tot stagnatie. Het scheepvaartverkeer werd geblokkeerd en de stad en haven werden gebombardeerd door Franse en Britse marineschepen. Na de oorlog werd de schade hersteld en herstelde de export van graan. In 1866 kwam er een spoorlijn gereed die de stad en haven verbond met de hoofdstad Kiev.
In 1885 bezochten 1301 zeeschepen de haven, hiervan waren er 669 varend onder de Britse vlag en 259 Russische schepen. De rest, in afnemend aantal, was afkomstig uit Oostenrijk, Griekenland, Italië, Turkije en Frankrijk. Tarwe was veruit het belangrijkste exportproduct en in 1885 bestond 90% van het uitvoervolume uit tarwe en vier andere graansoorten. Steenkool was het belangrijkste product dat via de haven werd ingevoerd. Olie was in opkomst en de Russian Steam Navigation and Trading Company, opgericht in 1856 in Odessa, was in 1885 gestart met een dienst met een olietanker op Batoemi. In Odessa werd de olie gepompt naar tanks zo’n zeven kilometer landinwaarts. In het rapport aan zijn regering beklaagde de Britse vertegenwoordiger zich over het gebrek aan sanitaire voorzieningen. De stad telde zo’n 270.000 bewoners en het riool loosde ongezuiverd water in de zee waardoor het in de zomer enorm stonk.
In 1905 kwam de bemanning van het Russische slagschip Potjomkin in opstand die bloedig werd neergeslagen. Na de Russische Revolutie in 1917 werd Odessa bezet door soldaten van de Witten en buitenlandse mogendheden. Aan deze bezetting kwam in 1920 een einde na de inname door het Rode Leger. Tijdens de Tweede Wereldoorlog raakte de stad en haven wederom zwaar beschadigd.
Tijdens de jaren zestig en zestig begon de overslag in de haven van Odessa snel te groeien. Na het uiteenvallen van de Sovjet-Unie in 1991 werd het onderdeel van een onafhankelijk Oekraïne. In 2008 behandelde de haven van Odessa zo’n 34,5 miljoen ton lading, waarvan 17,4 miljoen ton droge lading en 17,1 miljoen ton vloeibare lading. CTO is de beheerder van de grootste containerterminal in de haven met een capaciteit van 850.000 TEU per jaar.
Na de Russische invasie van Oekraïne in 2022 is de haventoegang geblokkeerd na het leggen van zeemijnen door Oekraïne en Rusland. Voor de schepen is het te onveilig om de vaart van en naar Odessa te maken waardoor de overslag en export van met name landbouwproducten stil is komen te liggen.